# Campanya de bombardejos i incendis sufragistes
La campanya de bombardejos i incendis sufragistes va ser una campanya de protesta militant orquestrada per sufragistes a Gran Bretanya i Irlanda entre els anys 1912 i 1914. La campanya va ser impulsada per la Unió Social i Política de les Dones (WSPU), i va formar part de la seva campanya més àmplia de sufragi femení. La campanya, encapçalada per figures clau de la WSPU com Emmeline Pankhurst, va dirigir la infraestructura, el govern, les esglésies i el públic en general, i va veure l'ús d'aparells explosius improvisats, incendis incendiaris, bombes amb lletra, intents d'assassinat i altres formes d'acció directa i violència. Almenys cinc persones van morir en aquests atacs (inclosa una sufragista) i almenys 24 en van resultar ferides (incloses dues sufragistes). La campanya es va aturar en esclatar la guerra l'agost de 1914 sense haver aconseguit el dret al vot per a les dones, però les sufragistes es van comprometre a aturar la seva campanya per ajudar a l'esforç bèl·lic de la nació.
La campanya ha estat classificada com una campanya terrorista, amb les mateixes sufragistes i les autoritats que es refereixen als atacs incendiaris i bomba com a terrorisme. Els informes de premsa contemporanis també es referien als atacs com a incidents "terroristes" al Regne Unit i als Estats Units, i diversos historiadors també han classificat la campanya com a accions terroristes, com CJ Bearman, Fern Riddell, Rachel Monaghan i historiadora feminista Cheryl Jorgensen-Earp. No obstant això, l'historiador June Purvis ha contestat públicament el terme i ha argumentat que la campanya no implicava actes terroristes.

## Antecedents

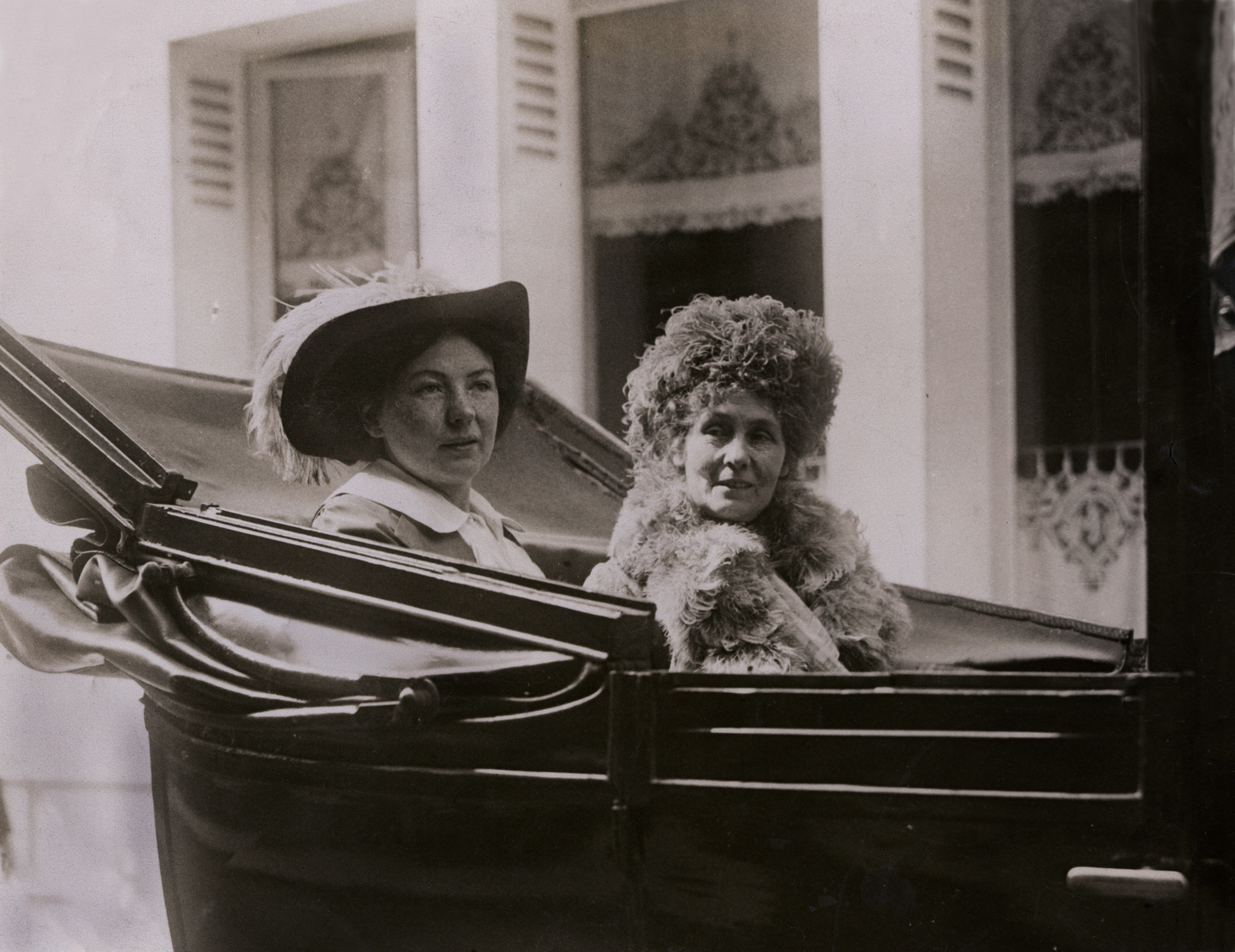
Emmeline i Christabel Pankhurst

Durant l'època victoriana s'havien format societats de sufragi múltiple a tota la Gran Bretanya, totes elles en campanya pel sufragi femení ; només alguns homes podien votar a les eleccions parlamentàries en aquell moment. Durant els anys previs a la Primera Guerra Mundial, les "sufragistes" s'havien convertit en el nom popular dels membres d'una nova organització, la Unió Social i Política de les Dones (WSPU). Fundada el 1903 per Emmeline Pankhurst i les seves filles, la Unió estava disposada a dur a terme formes d'acció directa per aconseguir el sufragi femení. Això va ser indicat per l'adopció de la Unió del lema "fets, no paraules".
Després de dècades de protesta pacífica, la WSPU va creure que calia una acció més radical per aconseguir que el govern escoltés la campanya pels drets de les dones. A partir de 1905 les activitats de la WSPU es van fer cada vegada més militants i els seus membres van estar cada vegada més disposats a incomplir la llei, causant danys a béns i persones. partidaris de la WSPU van atacar el Parlament, van agredir físicament els polítics i van trencar finestres als locals governamentals. En un cas, una sufragista va atacar el futur primer ministre Winston Churchill amb un fuet de cavall a la plataforma de l'estació de ferrocarril de Bristol. No obstant això, abans de 1911, la WSPU només feia un ús esporàdic de la violència i es dirigia gairebé exclusivament al govern i als seus funcionaris. Emily Davison, la sufragista que més tard es va fer famosa després de ser assassinada pel cavall del rei a l'Epsom Derby de 1913, havia llançat diversos atacs únics a Londres el desembre de 1911, però aquests atacs eren poc freqüents en aquest moment. El 8 de desembre de 1911, Davison va intentar calar foc a l'ocupada oficina de correus de Fleet Street col·locant un drap ardent amarat de querosè i contingut en un sobre a l'edifici, però el foc previst no es va apoderar. Sis dies després, Davison va incendiar dues busties a la ciutat de Londres, abans de tornar a intentar incendiar una oficina de correus al carrer del Parlament, però va ser arrestada durant l'acte i empresonada.
Després del 1911, la violència sufragista es va dirigir cada vegada més cap a qüestions comercials i després cap al públic en general. Aquesta violència va ser fomentada pel lideratge de la WSPU. En particular, la filla de la líder de la WSPU, Emmeline Pankhurst, Christabel Pankhurst, va tenir un paper actiu en la planificació d'un "regnat del terror" autodescrit. Emmeline Pankhurst va declarar que l'objectiu de la campanya era "fer Anglaterra i tots els departaments de la vida anglesa insegurs i insegurs".

## La campanya

### Inici de la campanya
Al juny i juliol de 1912, cinc incidents greus van significar l'inici de la campanya de debò: es van atacar les cases de tres ministres contra el sufragi , es va plantar una poderosa bomba a l'oficina del ministre de l'Interior i el Theatre Royal de Dublín. va calar foc i va bombardejar mentre un públic assistia a una representació. Un dels atacs més perillosos comesos per les sufragistes, l'atac al Theatre Royal va ser dut a terme per Mary Leigh, Gladys Evans, Lizzie Baker i Mabel Capper, que van intentar calar foc a l'edifici durant una matinada plena de dinar. pel primer ministre Herbert Asquith. Es va deixar un contenidor de pólvora a prop de l'escenari i es van llançar gasolina i llumins encès a la cabina de projecció que contenia bobines de pel·lícula altament combustibles. A principis del dia, Mary Leigh havia llançat una haqueta cap a Asquith, que el trobava a faltar i, en canvi, havia tallat a l'orella el diputat irlandès John Redmond. Els quatre sufragistes que van atacar el Theatre Royal van ser acusats posteriorment de delictes susceptibles de posar en perill la vida.
Els atacs incendiaris van continuar la resta del 1912. El 25 d'octubre, Hugh Franklin va calar foc al seu vagó de tren quan entrava a l'estació de Harrow. Posteriorment, va ser arrestat i acusat de posar en perill la seguretat dels passatgers. Aleshores, el 28 de novembre, les caixes de correus van quedar atrapades a tota la Gran Bretanya, començant una campanya de sabotatge de caixes de pilars de cinc dies de durada, amb productes químics perillosos abocats a algunes caixes. Mentrestant, a Londres, es van encendre moltes cartes mentre estaven en trànsit a les oficines de correus, i també es van col·locar parafines i llumins en caixes de pilars. El 29 de novembre, un espectador va ser agredit amb un fuet a l'estació de ferrocarril d'Aberdeen per Emily Davison, ja que creia que l'home era el polític David Lloyd George disfressat. El 17 de desembre, els senyals ferroviaris de Potters Bar van ser lligats i desactivats per sufragistes amb la intenció de posar en perill els viatges en tren.
Alguns membres de la WSPU van criticar el nombre creixent d'atacs incendiaris i d'actes de danys criminals i, a l'octubre de 1912, dos antics defensors de la causa sufragista, Emmeline Pethick-Lawrence i Frederick Pethick-Lawrence, van ser expulsats de la Unió per manifestant les seves objeccions a aquestes activitats. A finals d'any, 240 persones havien estat enviades a la presó per activitats militants de sufragània.
Christabel Pankhurst va crear un nou diari setmanal WSPU en aquest moment anomenat The Suffragette. El diari va començar a dedicar fulls de doble pàgina a informar dels atacs amb bomba i incendis que ara es produïen regularment a tot el país. Aquest es va convertir en el mètode pel qual l'organització va reclamar la responsabilitat de cada atac. La premsa independent també va començar a publicar reunions setmanals dels atacs, amb alguns diaris com el Gloucester Journal i el Liverpool Echo publicant columnes dedicades a les últimes "barbaritats".

### Escalada de gener de 1913
Tot i l'esclat de la violència, a principis de gener de 1913 les sufragistes encara creien que hi havia algunes esperances d'aconseguir el vot de les dones per mitjans constitucionals. A la Cambra dels Comuns es va proposar un "Projecte de llei de franquícies" a la sessió d'hivern de 1912-13, i es va redactar per permetre una sèrie d'esmenes que, de ser aprovades, haurien introduït el sufragi femení. No obstant això, després d'un debat inicial el 24 de gener, el president de la casa va descartar les esmenes i el govern es va veure obligat a abandonar el projecte de llei. Com a resposta, la WSPU va intensificar la seva campanya de bombardeig i incendis. La campanya posterior va ser dirigida i, en alguns casos, orquestrada per la direcció de la WSPU, i va ser dissenyada específicament per aterroritzar el govern i el públic en general per canviar les seves opinions sobre el sufragi femení sota amenaça d'actes de violència. En un discurs, la líder Emmeline Pankhurst va declarar " guerra de guerrilles ".

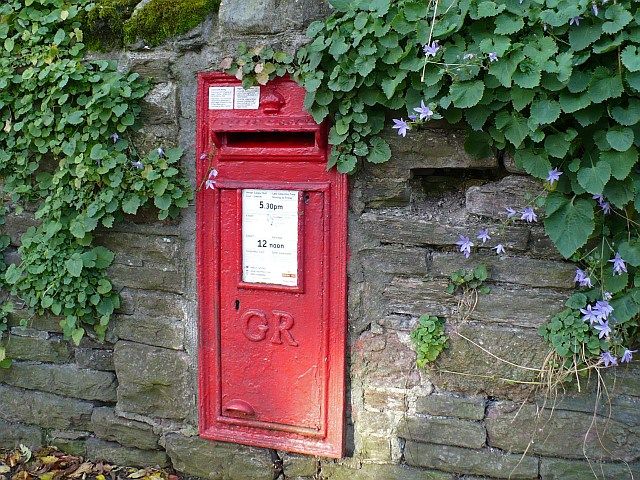
Aquesta bústia de cartes a Newport, Gal·les, va ser una de les moltes que van quedar atrapades per sufragistes el 1913

Els sufragistes havien inventat la lletra bomba, un dispositiu destinat a matar o ferir el destinatari, i es va començar a publicar una quantitat creixent. El 29 de gener es van enviar diverses cartes amb bombes al canceller David Lloyd George i al primer ministre Asquith, però totes van explotar a les oficines de correus, bústies de correus o en bosses de correu mentre estaven en trànsit per tot el país. En les setmanes següents, es van produir nous atacs a cartes i bústies a ciutats com Coventry, Londres, Edimburg, Northampton i York. El 6 de febrer, cinc carters van ser cremats, quatre greument, a Dundee quan manipulaven una bomba de carta sufragista de fòsfor dirigida a Asquith. El 19 de febrer, es va produir un atac amb bomba sufragista a la casa del canceller David Lloyd George, amb dues bombes plantades per Emily Davison. Només funcionava una de les bombes, però l'edifici va resultar greument danyat, tot i que ningú no va resultar ferit. L'explosió de la bomba es va produir poc abans de l'arribada de treballadors a la casa, i la naturalesa crua del temporitzador (una espelma) significava que la probabilitat que la bomba explotés mentre els homes eren presents era elevada. líder de la WSPU, Emmeline Pankhurst, va ser ella mateixa arrestada després de planejar l'atac a la casa de Lloyd George, i posteriorment va ser condemnada a tres anys de presó. Entre febrer i març, els cables de senyal ferroviari es van tallar a propòsit a les línies de tot el país, posant en perill els viatges en tren.
Algunes de les inspiracions per als atacs de les sufragistes van provenir de l'anterior campanya de dinamita feniana del 1881 al 1885. Tot i que els sufragistes van utilitzar dispositius explosius més sofisticats, es va inspirar en la tàctica d'aquesta campanya de dirigir-se a llocs simbòlics, com el Banc d'Anglaterra i la catedral de Sant Pau. Entre els altres objectius seleccionats per les sufragistes hi havia esdeveniments esportius: hi va haver un intent fallit de cremar els terrenys del All England Lawn Tennis Club de Wimbledon, mentre que un complot per cremar la tribuna del camp de futbol del Crystal Palace FC al la vigília de la final de la Copa FA de 1913 també va ser frustrada. Durant l'any també es va cremar la tribuna de l'estadi de futbol Manor Ground de Plumstead, que va costar 1.000 lliures en danys. El terreny destruït va ser la llar del llavors club sud-americà Arsenal FC (conegut com a Woolwich Arsenal fins al 1914), i el mateix any el club amb problemes financers es va traslladar del sud de Londres a un nou estadi en una zona del nord de Londres, Highbury, on encara romanen avui. sufragistes també van intentar cremar les tribunes dels estadis dels clubs de futbol Preston North End i Blackburn Rovers durant l'any. Esports més tradicionalment masculins van ser dirigits específicament en un intent de protesta contra el domini masculí. Un esport que sovint era objectiu era el golf, i els camps de golf sovint eren objecte d'atacs incendiaris. Durant alguns d'aquests atacs, el primer ministre Asquith seria agredit físicament mentre practicava l'esport.

### Resposta a l'empresonament d'Emmeline Pankhurst

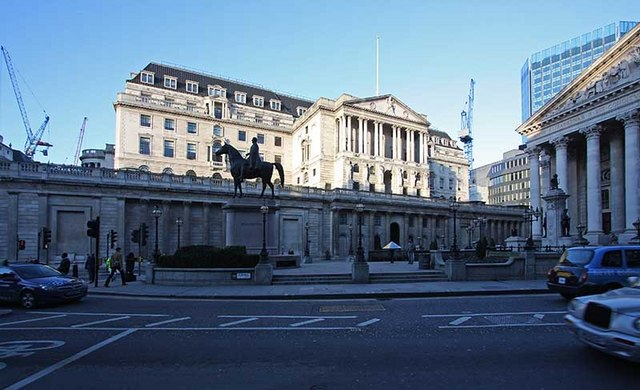
L'abril de 1913 es va plantar una bomba al carrer públic a l'exterior del Banc d'Anglaterra

El 4 d'abril, l'endemà que Emmeline Pankhurst fos condemnada a 3 anys de presó pel seu paper en el bombardeig de la casa de Lloyd George, es va descobrir una bomba sufragista al carrer, fora del Banc d'Anglaterra. Es va difondre abans de poder detonar en el qual llavors era un dels carrers públics més concorreguts de la capital, cosa que probablement va evitar moltes víctimes. Les restes del dispositiu estan ara exposades al Museu de la Policia de la ciutat de Londres a Londres. ferrocarrils també van ser objecte d'atacs amb bombardeigs en aquest moment. El 3 d'abril, una bomba havia esclatat al costat d'un tren que passava a Manchester, amb deixalles voladores gairebé matant el conductor quan les restes voladores el pasturaven i li faltaven el cap. Sis dies després, es van deixar dues bombes a la línia de Waterloo a Kingston, amb una col·locada al tren cap a l'est i l'altra al tren cap a l'oest. Una de les bombes va ser descoberta abans que explotés a Battersea quan el porter del ferrocarril va veure fum en un carruatge de tercera classe prèviament ple de gent. Més tard al mateix dia, mentre el tren de Waterloo entrava a Kingston, el carruatge de tercera classe va explotar i es va incendiar. La resta de vagons eren plens de passatgers en aquell moment, però van aconseguir escapar sense ferides greus. Les bombes havien estat plenes de grumolls de metall irregular, bales i restes de plom. El metro de Londres també va ser objectiu: el 2 de maig es va descobrir una bomba de nitroglicerina altament inestable a la plataforma de l'estació de metro de Piccadilly Circus. Tot i que tenia el potencial de perjudicar a molts membres del públic de la plataforma, es va tractar la bomba. En molts dels atacs, es van deixar còpies del diari The Suffragette intencionadament al lloc dels fets, o cartes postals escrites amb missatges com "Vots per a dones", com a forma de reclamar la responsabilitat dels atacs.
La nitroglicerina altament explosiva es va utilitzar per a diverses bombes sufragistes, i probablement va ser produïda per ells mateixos als seus propis laboratoris per simpatitzants. L'explosiu és clarament inestable i les bombes de nitroglicerina podrien ser detonades només amb un fort cop, fent que les bombes siguin molt perilloses.

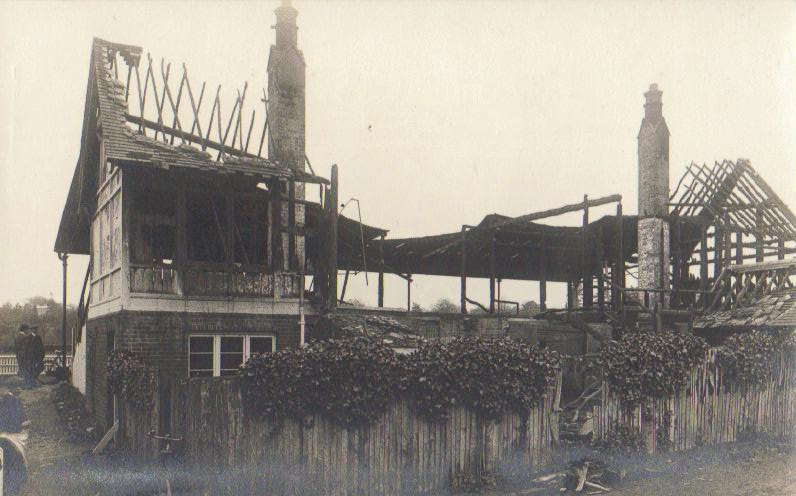
El Pavelló Nevill, Tunbridge Wells, després de ser destruït en un atac incendiari

Durant aquest temps, les dones sufragistes d'edat avançada havien començat a sol·licitar llicències d'armes, suposadament per "aterroritzar les autoritats". El 14 d'abril, la casa del diputat Arthur Du Cros va ser cremada. Du Cros havia votat constantment contra la franquícia de les dones, motiu pel qual havia estat escollit com a objectiu. Les conseqüències immediates de la destrucció de la casa de Du Cros van quedar capturades en una pel·lícula, amb l'empresa de notícies Pathé que filmava les ruïnes mentre encara fumaven. Alguns diaris també van ser objecte de sufragistes: el 20 d'abril es va intentar explotar les oficines del York Herald a York.
Una bomba que es va trobar a la torre de Smeaton a Plymouth Hoe durant l'abril es va trobar amb "Vots per a les dones. La mort en deu minuts" escrita. El 8 de maig es va descobrir una bomba de nitrat de potassi a la catedral de Sant Pau al començament d'un sermó. La bomba probablement hauria destruït el tron històric del bisbe i altres parts de la catedral si l'explotés. Mentrestant, l'acció sufragista va continuar causant ferides als treballadors postals, amb tres carters londinencs ferits després d'entrar en contacte amb productes químics nocius que havien estat abocats a les caixes de pilars. El 14 de maig, es va enviar una carta bomba al suposat magistrat contra el sufragi femení Sir Henry Curtis-Bennett a Bow Street per intentar assassinar-lo, però la bomba va ser interceptada pels treballadors postals de Londres. sufragistes van tornar a intentar assassinar Curtis-Bennett empenyent-lo d'un penya-segat dos dies després a Margate, tot i que va aconseguir escapar. Els ferrocarrils van continuar sent objecte d'importants atacs durant tot el mes de maig. El 10 de maig es va descobrir una bomba a la sala d'espera de l'estació de Liverpool Street, Londres, coberta amb cargols i femelles de ferro destinats a maximitzar els danys a la propietat i causar greus ferits a qualsevol persona que estigués a prop. Quatre dies més tard, es van descobrir altres tres bombes sufragistes al carruatge de tercera classe d'un tren de passatgers ple de gent que arribava de Waterloo a Kingston, fabricat amb nitroglicerina. El 16 de maig, un segon intent de bombardeig del metro de Londres es va frustrar quan es va descobrir una bomba a l'estació de metro de Westbourne Park abans que pogués explotar. Un altre atac als ferrocarrils es va produir el 27 de maig, quan una bomba sufragista va ser llançada des d'un tren exprés a la plataforma de l'estació de Reading i va explotar, però no va haver-hi ferits.
Durant el mes de maig, s'havien dut a terme 52 atacs de bombardeigs i incendis a tot el país per sufragistes.

### Orientació de cases
L'objectiu més comú dels atacs sufragistes durant la campanya eren les cases o propietats residencials de polítics o membres del públic. Aquests atacs van ser justificats per la WSPU basant-se en què els propietaris de les propietats eren invariablement masculins i, per tant, ja posseïen el vot. Com que ja tenien el vot, van argumentar les sufragistes, els propietaris eren responsables de les accions del govern, ja que eren els seus electors. cases van ser bombardejades o van ser sotmeses a atacs incendiaris a tot el país: el març de 1913, es van incendiar incendis a cases particulars de Surrey i es van cremar cases a Chorley Wood, Norwich, Potters Bar i Hampstead Garden. A Ilford, Londres, tres carrers residencials es van tallar els cables d'alarma contra incendis. Altres destacats opositors al sufragi femení també van veure les seves cases destruïdes pel foc i els dispositius incendiaris, de vegades com a resposta a les batudes policials a les oficines de la WSPU. familiars de polítics també van veure atacades les seves cases: la Mill House, prop de Liphook, Hampshire, va ser cremada perquè el propietari era el germà de Reginald McKenna, Theodore, mentre una bomba es va disparar en una casa de Moor Hall Green, Birmingham, com la propietat era propietat d'Arthur Chamberlain, germà del polític conservador Joseph Chamberlain (pare del futur primer ministre Neville Chamberlain). També es van atacar cases a Doncaster. Després d'haver llançat algunes sufragistes d'una reunió política allà el juny de 1913, es va cremar la casa de l'home que els havia expulsat. En resposta a aquestes accions, les màfies enfadades sovint atacaven les reunions de la WSPU, com al maig de 1913 quan 1.000 persones van atacar una reunió de la WSPU a Doncaster. Com a represàlia, les sufragistes van cremar més propietats a l'àrea local.

### Morts i altres ferits

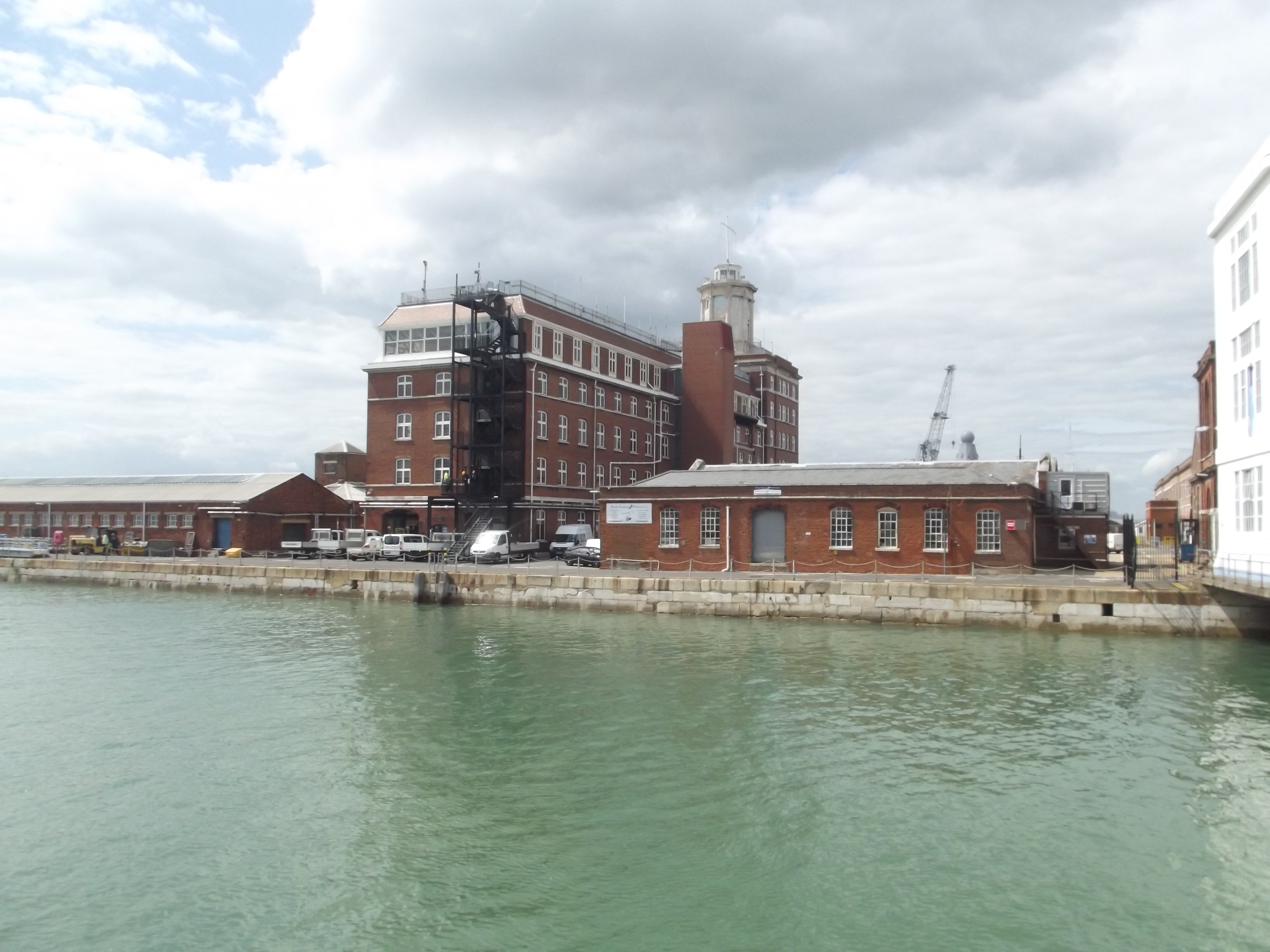
Un incendi que va engolir la torre del semàfor al pati de Portsmouth el desembre de 1913 va matar 2 homes

A principis de juny de 1913, una sèrie d'incendis intencionadament començats a les zones rurals de Bradford van matar almenys dos homes, així com diversos cavalls. Els actes van ser oficialment "reclamats" pels sufragistes al seu diari oficial, The Suffragette. Durant els propers mesos, els atacs sufragistes van continuar amenaçant la mort i lesions. El 2 de juny es va descobrir a l'oficina de correus del sud-est del districte una bomba sufragista que contenia prou nitroglicerina per explotar tot l'edifici i matar les 200 persones que hi treballaven. Es va evitar un esdeveniment potencialment greu el 18 de juny quan una bomba sufragista va fracassar per estrènyer el canal Stratford-upon-Avon a Yardley Wood, Birmingham. Com que no hi havia un pany durant 11 milles, un escut hauria buidat tota l'aigua d'aquesta secció a la pobla vall inferior, cosa que probablement hauria causat la pèrdua de vides. L'endemà, un sufragista anomenat Harry Hewitt va treure un revòlver a l'esdeveniment de carreres de cavalls de la Copa d'Or Ascot, entrant a la pista durant la cursa i brandant l'arma i una bandera sufragista a mesura que s'acostaven els cavalls competidors. El cavall capdavanter va xocar contra l'home, causant greus ferides al cap a ell i al jockey. La sufragista va ser confiscada posteriorment en un hospital psiquiàtric. L'incident va ser un esdeveniment inspirat en els esdeveniments de l'Epsom Derby el 4 de juny de 1913, on Emily Davison havia entrat famosament a l'hipòdrom i es va llançar davant del cavall personal del rei, un incident que no només la va matar. però això va ferir greument el jockey. El 19 de juliol de 1913, les bústies de cartes es van omplir de substàncies nocives a tota Birmingham, cremant greument un carter quan va obrir una caixa. El mateix dia, Edith Rigby va plantar una bomba de canonada al Liverpool Cotton Exchange Building, que va explotar a la sala pública. Després de ser arrestada, Rigby va declarar que va plantar la bomba ja que volia "mostrar el fàcil que era aconseguir explosius i posar-los en llocs públics". El 8 d'agost, una escola de Sutton-in-Ashfield va ser bombardejada i cremada en protesta mentre Lloyd George visitava la ciutat, i es va comprovar que les bombes representaven una amenaça potencialment greu per a la vida si algú hagués estat present a l'edifici de l'època. Després, el 18 de desembre, les sufragistes van bombardejar una paret a la presó de Holloway en protesta per l'empresonament d'un intern a l'interior. Moltes cases properes a la presó van resultar danyades o van tenir les finestres rebentades per les bombes, dutxant alguns nens amb vidre mentre dormien als llits. Un dels autors de l'atac va resultar ferit per l'explosió.
En un dels atacs sufragistes més greus, el 20 de desembre de 1913 es va iniciar intencionadament un incendi a la drassana de Portsmouth, en què van morir 2 homes després que es propagés per la zona industrial. Enmig de la tempesta de foc, un cuirassat, l'HMS Queen Mary, ha de ser remolcat amb seguretat per evitar les flames. Llavors, dos dies abans de Nadal, diversos treballadors postals de Nottingham van ser greument cremats després que més bombes amb lletra sufragista provoquessin l'encesa de bosses de correu.
A finals d'any, el diari The Times va informar que hi havia hagut 39 atacs de bombardejos sufragistes a tot el país.

### Atacs del 1914

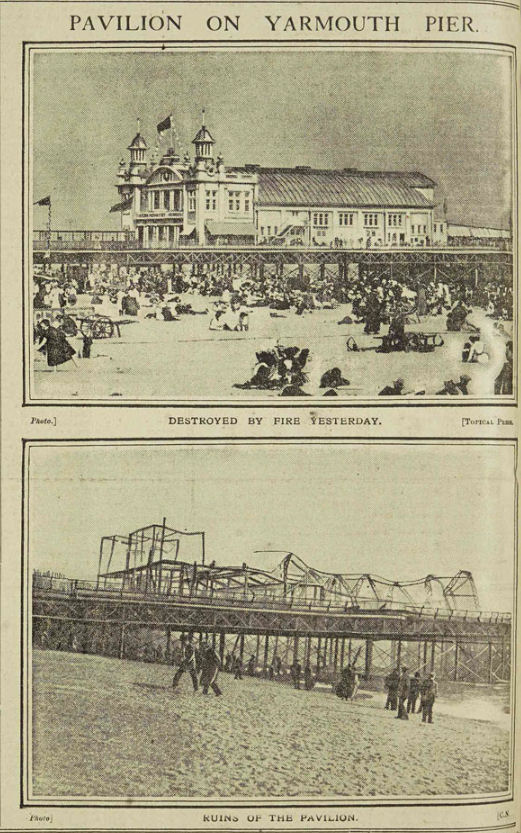
Literatura contemporània que mostra els danys causats al moll de Britannia, Great Yarmouth, després que el 1914 el bombardejés i el cremés per sufragistes

Els atacs incendiaris i de bombardeig van continuar el 1914. Un dels primers atacs de l'any es va produir el 7 de gener, quan es va llançar una bomba de dinamita sobre el mur de la caserna de l'exèrcit de Harewood a Leeds, que aleshores s'utilitzava per a la formació de la policia. L'explosió de la bomba va ferir a un home, mentre que altres van escapar per poc després de ser ferits després de ser llançats a terra per la força de la bomba. Un atac incendiari al castell d'Aberuchill, Comrie, Escòcia, el 4 de febrer, també va causar morts. L'edifici es va incendiar amb els criats a l' interior, i van escapar per poc abans de ser assassinats. El mes següent, un altre ministre del gabinet, el ministre de l'Interior, Reginald McKenna, va incendiar la seva casa en un atac incendiari.

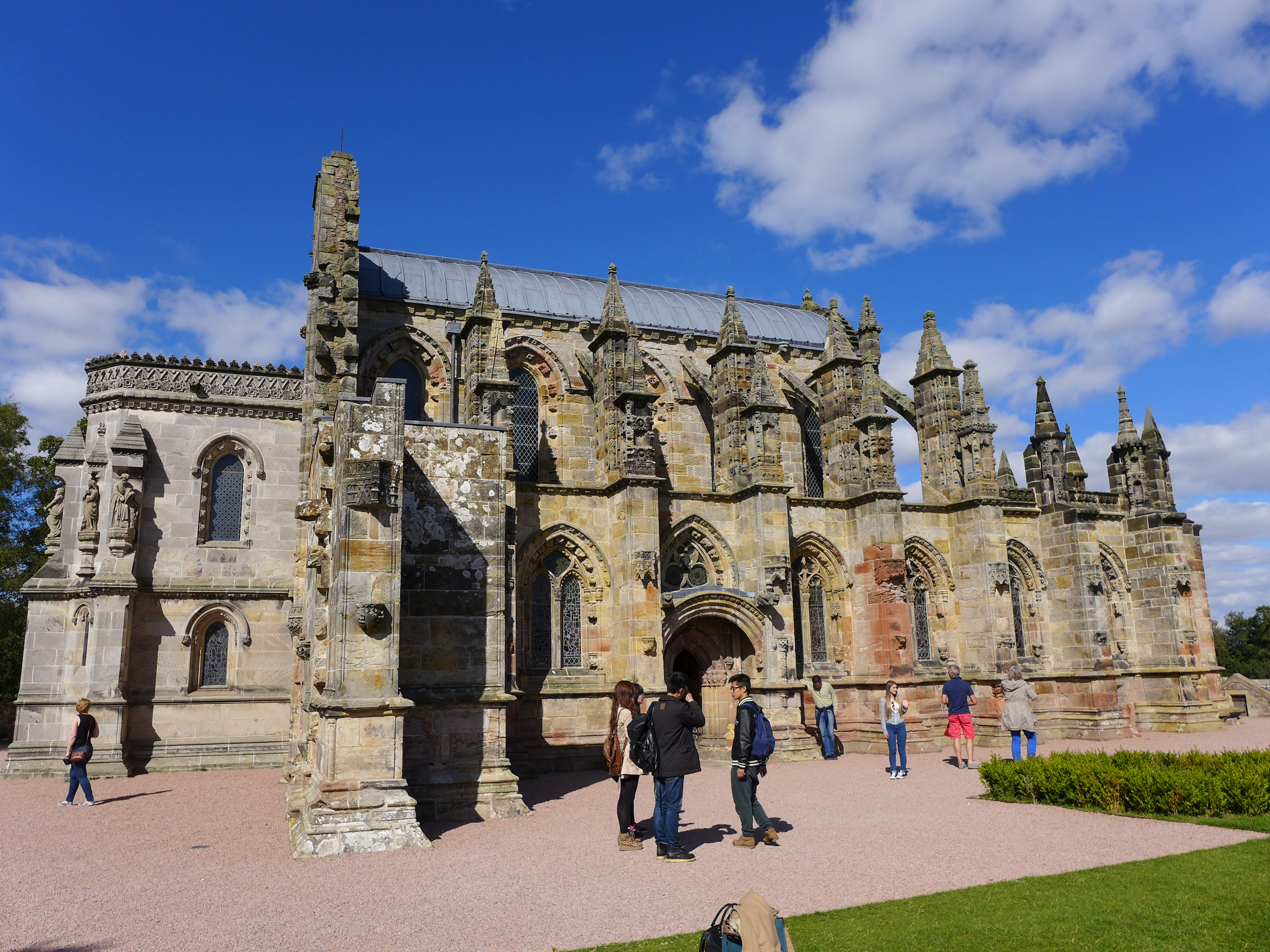
La capella Rosslyn a Escòcia va ser una de les moltes esglésies bombardejades per sufragistes

Un dels objectius habituals dels atacs sufragistes eren les esglésies, ja que es creia que l'Església d'Anglaterra era còmplice per reforçar l'oposició al sufragi femení. Entre 1913 i 1914, 32 esglésies van ser objecte d'atacs sufragistes. Diverses esglésies i catedrals van ser bombardejades el 1914: el 5 d'abril, l'església de St Martins-in-the-Field a Trafalgar Square, Londres, va ser bombardejada, fent esclatar les finestres i dutxant els vianants amb vidres trencats. També es va descobrir una bomba a l'església del Metropolitan Tabernacle a Londres i, al juny, va explotar una bomba a l'abadia de Westminster, que va danyar El tron de coronació. L'abadia estava ocupada amb visitants en aquell moment, i al voltant de 80-100 persones es trobaven a l'edifici quan la bomba va explotar. El dispositiu probablement va ser plantat per un membre d'un grup que havia abandonat l'abadia només uns instants abans de l'explosió. Alguns estaven a tan sols 20 metres de la bomba en aquell moment i l'explosió va causar pànic a les sortides, però no es van reportar ferits greus. La bomba havia estat plena de femelles i cargols per fer de metralla. Casualment, en el moment de l'explosió, la Cambra dels Comuns, situada a només 100 metres, estava debatent com afrontar les tàctiques violentes de les sufragistes. Molts dels Comuns van sentir l'explosió i es van dirigir al lloc dels fets per esbrinar què havia passat. Dos dies després del bombardeig de l'abadia de Westminster, es va descobrir una segona bomba sufragista abans que pogués explotar a la catedral de Sant Pau. Annie Kenney també va intentar un segon bombardeig contra l'església de Sant Joan Evangelista a Smith Square, Westminster el 12 de juliol, col·locant una bomba sota un banc durant un sermó abans de marxar. No obstant això, la bomba va ser detectada per un membre de la congregació i Kenney, que ja estava sent perseguit per detectius especials, va ser arrestada quan sortia. La congregació que va quedar a l'església va poder desarmar la bomba abans que explotés.
El 22 de maig també es va atacar un hospital a Dundee, amb sufragànies que van cremar l'edifici. Durant l'any també es van produir dues assaigs previstos contra funcionaris públics: al març, el comissari dels presos mèdics d'Escòcia va ser agredit per sufragistes en públic amb fuets de cavall, i el 3 de juny el doctor mèdic de la presó de Holloway, Dr. també agredit en un carrer públic amb fuets. Una altra persona va resultar ferida al juliol quan una lletra bomba sufragista va encendre un tren en moviment a Salwick. Després que la bomba va provocar que es prendés foc un vagó de tren, el guàrdia del tren va intentar llençar els materials en flames del tren per evitar danys addicionals. En fer-ho, es va cremar molt als braços, tot i que va aconseguir eliminar el material. També es va produir un altre intent d'inundar una zona poblada el 7 de maig, quan es va col·locar una bomba al costat de l'embassament de Penistone a Upper Windleden. Si tingués èxit, l'atac hauria conduït a buidar 138 milions de litres d'aigua a les poblades valls situades a sota, tot i que l'esquena prevista no va tenir lloc.

## Parcel·les avortades
Alguns atacs es van avortar voluntàriament abans de dur-los a terme. Al març de 1913, es va discutir a la Cambra dels Comuns i a la premsa un complot sufragístic per segrestar el ministre de l'Interior, Reginald McKenna. Es va informar que les sufragistes estaven pensant en embolcallar un o més ministres del gabinet i sotmetre'ls a l'alimentació forçada.
Segons els detectius especials de la branca, també hi havia plans de la WSPU el 1913 per crear un "exèrcit" sufragista, conegut com el "Cos d'Entrenament Popular". Un detectiu va informar d'assistir a una reunió en la qual es reunien 300 noies i dones joves preparades per ser entrenades, suposadament amb l'objectiu final de continuar en vigor a Downing Street per empresonar a la força ministres fins que concedissin el sufragi femení. El grup va ser sobrenomenat "l'exèrcit de la senyora Pankhurst".

## Esclat de la guerra i finalització de la campanya
L'agost de 1914 va començar la Primera Guerra Mundial, que va conduir efectivament al final de la campanya de bombardejos i incendis sufragistes. Després que Gran Bretanya es va unir a la guerra, la WSPU va prendre la decisió de suspendre la seva pròpia campanya. La líder Emmeline Pankhurst va donar instruccions a les sufragistes per aturar les seves accions violentes i donar suport al govern en el conflicte contra Alemanya. A partir d'aquest moment, les sufragistes van canalitzar en gran manera les seves energies a donar suport a l'esforç bèl·lic. En el moment de l'esclat de la guerra, l'objectiu d'aconseguir vots per a les dones encara no estava realitzat. Més tard a la guerra, el creixent enfocament de la WSPU i la direcció de Pankhurst a donar suport a l'esforç bèl·lic va conduir a la creació del "Partit de les Dones", un partit polític que va continuar promovent el sufragi femení, però que es preocupava principalment dels suport a la guerra.

## Reacció a la campanya

### Públic general
La violència emprada per les sufragistes va provocar reaccions de ràbia entre alguns membres del públic en general, amb algunes accions que van provocar respostes violentes a canvi. Un mes després de l'atemptat contra la casa de Lloyd George el febrer de 1913, es va celebrar una concentració de la WSPU a Hyde Park, Londres, però la reunió va degenerar ràpidament en un motí, ja que els membres del públic es van convertir en violents contra les dones. Es van llançar terres de terra i algunes de les dones van ser manipulades, amb moltes persones cridant "incendiàries" o "trencadores" als membres de la WSPU. Aquest no va ser un esdeveniment aïllat, ja que els atacs contra cases de persones sovint van rebre respostes enutjades, com a Doncaster el maig de 1913 quan una multitud forta de 1.000 persones va baixar a una reunió de la WSPU després de la crema de diverses propietats residencials a la zona. Després d'un atac al pavelló esportiu de la Universitat de Bristol el 23 d'octubre de 1913, els estudiants van revenjar l'atac atacant l'oficina de la WSPU a la ciutat.

### Moviment de sufragi femení més ampli
Els "sufragistes" de la societat de sufragi femenina més gran, el Sindicat Nacional de Societats de Sufragi de Dones, dirigit per Millicent Fawcett, van ser anti-violents i durant la campanya la propaganda NUWSS i la mateixa Fawcett van diferenciar cada vegada més entre els militants de la WSPU i els seus propis -violent significa. Les NUWSS també es van distanciar públicament de la violència i l'acció directa de les sufragistes. L'altra gran societat de sufragi femení, la Women's Freedom League, també es va oposar públicament a la violència.

### Resposta especial de la branca
La branca especial antiterrorista de la policia, que s'havia creat durant l'anterior campanya de dinamita feniana del 1881–1885, tenia la responsabilitat de tractar-la. Es van emprar oficials de la sucursal especial per cobrir reunions i manifestacions de la WSPU amb la finalitat de prevenir delictes, proporcionar intel·ligència d'ordre públic i enregistrar discursos inflamatoris. líders de la WSPU havien estat seguits per oficials de la branca especial a partir de 1907, i la mateixa Emmeline Pankhurst va ser arrossegada per oficials de la branca. El 1909 s'havia format una secció sufragística separada de la branca.
Durant la campanya, els intents d'assistir a les reunions de la WSPU es van fer cada vegada més difícils a mesura que els oficials eren reconeguts i atacats. Els atacs es van generalitzar tant que la policia va haver d'inventar mètodes antiterroristes nous i mai provats. Aquests inclouen l'ús d'agents dobles, la vigilància fotogràfica encoberta, les peticions públiques de finançament i l'ús d'una unitat secreta d'eliminació de bombes a l'illa Duck a St James Park, Londres. La sucursal també va rebre personal addicional per protegir els ministres i les seves famílies, que cada cop eren més objectius. primer ministre Asquith va escriure que "fins i tot els nostres fills havien d'estar protegits vigilant contra l'amenaça del segrest". També es van fer moltes detencions a les reunions de la WSPU i sovint es van realitzar incursions contra les oficines de la WSPU, en un intent de trobar l'arsenal dels fabricants de bombes. En una incursió a la casa de Jennie Baines, es van trobar una bomba a mitja fabricació, una bomba completament fabricada i armes. També es van dur a terme incursions contra les oficines del diari The Suffragette i els impressors van ser amenaçats amb processament. A causa d'això, hi va haver períodes que el diari no podia publicar, però es van mantenir reserves secretes perquè el diari publiqués el màxim nombre possible.
En aquell moment, plantar bombes era oficialment un delicte penjable, de manera que les sufragistes van prendre mesures especials per evitar ser atrapats per la policia quan realitzaven atacs de bombardeig.

## Impacte i efectivitat

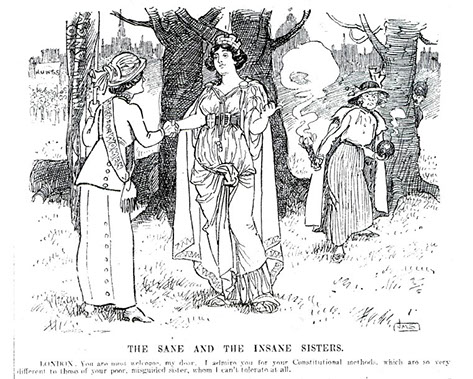
Un dibuix animat de 1913 que mostra "Dame London" donant la benvinguda a un sufragista mentre que darrere d'ella una sufragista amb una bomba amenaça Londres

A la conclusió de la campanya a l'agost de 1914, els atacs havien costat, en total, aproximadament 700.000 a 750.000 lliures de danys (aproximadament entre 80 i 90 milions de lliures actuals), encara que segons l'historiador CJ Bearman aquesta xifra no inclou danys causats a les obres d'art o a les formes de militància més menors, com ara la destrucció de finestres i la gravació de cartes " Bearman també assenyala que aquesta xifra no inclou els costos addicionals provocats per una acció sufragista violenta ", com ara temps addicional de policia, vigilants addicionals i vigilants nocturns contractats per protegir la propietat, i els ingressos perduts quan es produeixen atraccions turístiques com Haddon Hall i el Els apartaments estatals del castell de Windsor es van tancar per por a atacs sufragistes ". Amb aquestes consideracions addicionals, afirma Bearman, la campanya va costar a l'economia britànica entre 1 i 2 milions de lliures entre el 1913 i el 1914 (aproximadament entre 130 i 240 milions de lliures avui en dia). Hi va haver una mitjana de 21,1 incidents de bombardejos i incendis al mes el 1913, i 15 al mes el 1914, amb un incendi o bombardeig cada mes entre febrer de 1913 i agost de 1914. Bearman calcula que hi ha va ser un total d'almenys 337 atacs incendiaris i de bombardeig entre el 1913 i el 1914, però afirma que el nombre real podria superar els 500. Al final de la campanya, més de 1.300 persones havien estat arrestades i empresonades per violència sufragista. a tot el Regne Unit.
Els historiadors van debatre fins a quin punt la militància sufragista va contribuir a l'afrancament de les dones el 1918, tot i que el consens de l'opinió històrica és que la campanya militant no va ser efectiva. Amb l'objectiu d'aconseguir vots per a dones encara irrealitzades per l'esclat de la guerra el 1914, la WSPU no havia pogut crear el tipus de "crisi nacional" que podria haver obligat el govern a obtenir concessions. L'historiador Brian Harrison també ha afirmat que els opositors al sufragi femení creien que la campanya militant els havia beneficiat, ja que havia alienat en gran manera l'opinió pública i situava la qüestió del sufragi fora de la consideració parlamentària. El maig de 1913 s'havia fet un altre intent d'aprovar un projecte de llei al parlament que introduiria el sufragi femení, però en realitat va fer pitjor que els intents anteriors quan es va votar, cosa que bona part de la premsa va culpar a les tàctiques cada vegada més violentes de les sufragistes. L'impacte dels atacs violents de la WSPU va allunyar a molts membres del gran públic de donar suport a la causa, i alguns membres de la mateixa WSPU també es van veure alienats per l'escalada de la violència, que va provocar escissions en l'organització i la formació de grups com la East London Federation of Suffragettes el 1914. Bearman ha afirmat que l'opinió contemporània era majoritàriament de l'opinió que la violència de la WSPU havia arxivat la qüestió del sufragi femení fins que l'organització "va entrar en sentit o va desaparèixer de l'escena ". En aquella època, eren en gran manera només les sufragistes les que argumentaven que la seva campanya havia estat efectiva.
A la dècada de 1930, poc després que totes les dones majors de 21 anys haguessin rebut el vot en virtut de la Llei de representació del poble de 1928, alguns historiadors van afirmar que, evidentment, la militància havia tingut èxit. La Suffragette Fellowship, que complia les fonts del moviment que sovint eren utilitzades pels historiadors posteriors, també va decidir en aquesta dècada que no esmentarien cap dels bombardejos en cap de les fonts. Això va ser en part per protegir els antics sufragistes del processament, però també va ser un intent d'allunyar-se de la retòrica violenta i canviar la memòria cultural del moviment sufragista. Moltes fonts oficials sobre violència sufragista només ara comencen a sortir dels arxius .
Algunes historiadores feministes i partidàries de la icona feminista Emmeline Pankhurst com Sandra Stanley Horton i June Purvis també han renovat els arguments que la militància va tenir èxit, amb Purvis argumentant que les afirmacions sobre la contraproducció de la militància neguen o disminueixen els èxits de Pankhurst. No obstant això, Bearman va desafiar els arguments de Purvis. Historiadors revisionistes com Harrison i Martin Pugh també han intentat cridar l'atenció sobre el paper dels no militants, com els de la Unió Nacional de Societats de Sufragi de Dones (NUWSS) (conegudes com a "sufragistes") contra la violència.), i van subratllar el seu subestimat paper en l'obtenció de vots per a les dones.

## Classificació com a terrorisme
Durant la campanya, la WSPU va descriure els seus propis atacs de bombardeig i incendis com a terrorisme, amb sufragistes declarant-se "terroristes" el 1913. Christabel Pankhurst també va utilitzar cada vegada més la paraula "terrorisme" per descriure les accions de la WSPU durant la campanya i va afirmar que la "rebel·lió" més gran de la WSPU era una forma de terrorisme. Emmeline Pankhurst va afirmar que les sufragistes van cometre actes violents perquè volien "terroritzar el públic britànic". La WSPU també va informar de cadascun dels seus atacs al seu diari The Suffragette sota el titular "Reign of Terror". Les autoritats van parlar d'atacs incendiaris i de bomba com a terrorisme, i els diaris contemporanis del Regne Unit i dels Estats Units també van fer servir el terme "Terrorisme sufragista" per informar sobre Atacs WSPU. Un exemple d'això va ser després de l'atac amb bombes a la casa de David Lloyd George el febrer de 1913, quan la Pall Mall Gazette va informar de l'atac sota el títol específic de "Terrorisme sufragista".
La campanya de bombardejos i incendis ha vist la classificació com a campanya de terrorisme d' un sol tema per part dels acadèmics, i està classificada com a tal a l'Oxford Handbook of Terrorism. Molts historiadors també han afirmat que la campanya contenia actes terroristes. Rachel Monaghan va publicar tres articles el 1997, el 2000 i el 2007 en revistes acadèmiques de temàtica terrorista en què argumentava que la campanya es pot descriure com una de caràcter terrorista. El 2005, l'historiador CJ Bearman va publicar un estudi sobre la campanya de bombardejos i incendis en què afirmava: "La intenció de la campanya era certament terrorista en termes de la definició de la paraula, que segons el Concís Oxford Dictionary (edició de 1990) és "una persona que utilitza o afavoreix mètodes violents i intimidatoris per obligar un govern o comunitat". La intenció de coaccionar la comunitat s'expressa clarament en el setè informe anual de la WSPU i, segons Annie Kenney, la de coaccionar el Parlament va ser aprovada pels mateixos Emmeline i Christabel Pankhurst. La qüestió, per tant, no és si la campanya va ser terrorista o si la WSPU (el 1912-14) es pot anomenar organització terrorista, sinó si el seu terrorisme va funcionar ". Bearman va publicar posteriorment un altre article el 2007 que també afirma que la campanya sufragista va ser terrorista.
Fern Riddell també ha destacat que, a més de ser accions que avui es definirien com a terrorisme, el bombardeig sufragista i els atacs incendiaris es consideraven atacs terroristes en aquell moment. Algunes historiadores feministes també han acordat que la campanya va ser terrorista, com Cheryl Jorgensen-Earp, basant-se que la WSPU estava lliurant una guerra justa. Altres historiadors que han afirmat que la campanya va implicar terrorisme són Paula Bartley, Laura Mayhall i George Legg.
L' historiadora feminista June Purvis s'ha oposat constantment a la caracterització de les accions sufragistes com a terrorisme, en part argumentant que la direcció de la WSPU no era responsable de les accions d'alguns dels seus membres. Argumentant que la direcció de la WSPU va emfatitzar que els seus seguidors van rebre instruccions de no posar en perill la vida humana, ha afirmat que les sufragistes no es poden comparar amb els terroristes actuals. A més, ha argumentat que les sufragistes no van matar ni ferir ningú. No obstant això, els arguments de Purvis continuen sent controvertits. Fern Riddell ha criticat les afirmacions que les sufragistes no van causar danys ni pretenien causar-los, afirmant: "Els diaris (i fins i tot els comptes de les sufragistes militants) demostren que hi va haver nombrosos casos en què es van produir lesions i que hi havia risc personal, o fins i tot la mort, va ser genial ". Rachel Monaghan ha argumentat que es pot veure que l'ús de lletres bombes per part de sufragistes posa en dubte si la WSPU pretenia realment evitar posar en perill la vida humana, mentre que CJ Bearman ha criticat directament Purvis, afirmant que és inexacte afirmar que la WSPU no era responsable de les accions dels seus membres remunerats, i ha qualificat aquesta afirmació de "grotesc". Purvis sosté que aquells que donen suport a l'afirmació que les sufragistes van cometre actes de terror "tracten de condemnar aquestes dones radicals que estaven fent campanya pel seu dret democràtic al vot parlamentari".

## Influència en campanyes posteriors
La campanya va proporcionar en part la inspiració per a bombardeigs i campanyes terroristes posteriors a Gran Bretanya, com les realitzades per l'Exèrcit Republicà Irlandès (IRA). El S-Plan de 1939 a 1940 utilitzava la tàctica d'emprendre atacs incendiaris contra caixes de pilars i també es va plantar artefactes explosius. La tàctica d'empaquetar femelles i cargols en bombes per actuar com a metralla, sovint considerada com una invenció IRA posterior del segle xx, també va ser emprada per primera vegada per les sufragistes. Diversos bombardeigs sufragistes, com l'intent de bombardeig de l'estació de Liverpool Street el 1913, van veure l'ús d'aquest mètode. La combinació de bombes explosives, artefactes incendiaris i bombes de lletra utilitzades per sufragistes també va proporcionar el patró per a les campanyes de l'IRA dels anys setanta i vuitanta. Desconeguda per a molts, la primera bomba terrorista que va explotar a Irlanda del Nord al segle XX no va ser detonada per l'IRA, sinó per les sufragistes de la catedral de Lisburn a l'agost de 1914. tàctiques sufragistes també van proporcionar una plantilla per a atacs més contemporanis. a Gran Bretanya.

## Cronologia de la campanya
A continuació es mostra una cronologia d'alguns dels principals esdeveniments enregistrats a la campanya:

### 1912
- Juny de 1912: el canceller antisufractari del ducat de Lancaster Charles Hobhouse fa que la seva casa sigui cremada per sufragistes.[3]
- 13 de juliol de 1912: el secretari d'Estat de les colònies, Lewis Harcourt, té la seva casa cremada per sufragistes.[3] Els vuit ocupants sobreviuen indemnes.[134]
- 19 de juliol de 1912: Mary Leigh llança una destral de mà cap a Herbert Asquith a Dublín, però falla, ja que la destral li talla al diputat irlandès John Redmond l'orella.[1]
- 19 de juliol de 1912: el Theatre Royal, a Dublín, és incendiat i bombardejat mentre el públic, que inclou el primer ministre Asquith, marxa després d'una representació.
- 19 de juliol de 1912: Es planta una bomba a l'oficina del ministre de l'Interior, Reginald McKenna, però es descobreta.[3]
- 20 de juliol de 1912: la casa del ministre del gabinet antisufragi Jack Pease és cremada per sufragistes.[3]
- 25 d'octubre de 1912: Hugh Franklin cala foc al seu vagó de tren quan entra a l'estació de Harrow.[10] Posteriorment, és arrestat i acusat de posar en perill la seguretat dels passatgers.[10]
- Del 28 de novembre al 3 de desembre de 1912: les bústies de correus al voltant de Gran Bretanya queden atrapades ; moltes lletres van esclatar a les oficines de correus i també es posen parafines i llumins en caixes de pilars.[12][13][11]
- 30 de novembre de 1912: un home és colpejat per Emily Davison amb un fuet a l'estació de ferrocarril d'Aberdeen, ja que creia que l'home era el polític David Lloyd George disfressat.[14]
- 17 de desembre de 1912: els senyals ferroviaris de la zona de Potters Bar estan lligats i desactivats per sufragistes amb la intenció de posar en perill els viatges en tren.[15][2]

### 1913
- 29 de gener de 1913: S'envien diverses lletres de bombes al canceller David Lloyd George i al primer ministre Asquith, però totes exploten o són descobertes durant el trànsit.[23]
- 6 de febrer de 1913: 5 posters de Dundee són cremats quan manegen una carta bomba sufragista adreçada a Asquith.[1][135][25]
- 19 de febrer de 1913: les sufragistes bombardegen la casa de Lloyd George, amb dues bombes plantades per Emily Davison. Només funciona una bomba, però es produeix un dany important a l'edifici, tot i que no hi ha ferits.[26]
- 22 de febrer de 1913: un carter és cremat a l'oficina de correus de Lewisham, al sud de Londres, quan manipulava una bomba sufragista.[136][137]
- 27 de febrer de 1913: Una sufragània és arrestada mentre intenta cremar els terrenys del All England Lawn Tennis Club de Wimbledon.[138]
- Febrer-març de 1913: els cables de senyal ferroviari es tallen a tota la Gran Bretanya, posant en perill els viatges en tren.[29][30]
- 3 d'abril de 1913: Una bomba esclata al costat d'una línia de tren a Manchester mentre passa un tren de passatgers, que gairebé mata el conductor quan el seu cap està pasturat per restes voladores.[40]
- 4 d'abril de 1913: Es descobreix una bomba que emet fum al carrer concorregut davant del Banc d'Anglaterra i es desactivada.[37][38]
- 8 d'abril de 1913: Es planten dues bombes a la línia de tren de Waterloo a Kingston. Una bomba es descobreix aviat, però l'altra explota quan el tren de Waterloo arriba a Kingston i provoca un incendi. La resta de vagons estan plens de passatgers, però aconsegueixen fugir.[41]
- 11 d'abril de 1913: les escoles del Consell de Gateshead són incendiades per sufragistes, però no hi ha ferits.[50]
- 14 d'abril de 1913: es crema la casa del diputat Arthur Du Cros a St Leonards-on-Sea.[48]
- 18 d'abril de 1913: es desarticula una trama per explotar la tribuna del camp de futbol de Crystal Palace la vigília de la final de la Copa FA de 1913.[139]
- Maig de 1913: tres carters de Londres resulten ferits per substàncies químiques nocives col·locades a les bústies de correus.[52]
- 2 de maig de 1913: es descobreix una bomba de nitroglicerina a la plataforma de l'estació de metro de Piccadilly Circus.[42][43][44]
- 8 de maig de 1913: es descobreix una bomba a la catedral de Sant Pau, Londres.[38]
- 10 de maig de 1913: Es descobreix una bomba a la sala d'espera de l'estació de Liverpool Street, a Londres, feta de cargols i femelles de ferro destinades a maximitzar els danys a la propietat i causar greus ferits a qualsevol persona que estigui a prop.[38]
- 14 de maig de 1913: es descobreixen tres bombes de nitroglicerina en un carruatge d'un tren de passatgers ple de gent que arriba de Waterloo a Kingston.[56]
- 14 de maig de 1913: s'envia una carta bomba al magistrat contra el sufragi femení Sir Henry Curtis-Bennett a Bow Street per intentar assassinar-lo, però la bomba és interceptada pels treballadors postals de Londres.[53][54]
- 16 de maig de 1913: es descobreix una bomba a l'estació de metro de Westbourne Park abans que pugui explotar.[51]
- 27 de maig de 1913: Una bomba es llança des d'un tren exprés a la plataforma de l'estació de Reading i explota, però no hi ha ferits.[57]
- A principis de juny de 1913: es va iniciar una sèrie d'incendis a Bradford que van matar almenys 2 homes i diversos cavalls. Els actes són reclamats per les sufragistes.[140]
- 2 de juny de 1913: es va descobrir una bomba a l'oficina de correus del sud-est del districte, a Londres, que contenia prou nitroglicerina per explotar tot l'edifici i matar les 200 persones que hi treballaven.[19]
- 18 de juny de 1913: una bomba esclata al canal Stratford-upon-Avon a Yardley Wood, Birmingham, causant greus danys al canal però sense aconseguir esclatar els seus marges. Com que no hi havia cap pany durant 11 quilòmetres, una bretxa hauria buidat tota l'aigua d'aquesta secció a la poblada vall inferior.[67][68]
- 19 de juny de 1913: una sufragista irromp a l'hipòdrom durant la cursa a l'esdeveniment de carreres de cavalls Ascot Gold Cup brandant un revòlver i una bandera sufragista. El cavall principal xoca amb elle, amb el jockey del cavall greument ferit i Hewitt patint ferides greus al cap.[70]
- 19 de juliol de 1913: un carter és greument ferit després que les bústies s'omplin de substàncies nocivesper tota Birmingham.[71]
- 8 d'agost de 1913: una escola és bombardejada i cremada a Sutton-in-Ashfield mentre David Lloyd George visita la ciutat.[62][59]
- 18 de desembre de 1913: un mur de la presó de Holloway és bombardejat. Moltes cases prop de la presó van resultar danyades il'ona expansiva va fer caure vidres sobre alguns nens mentre dormien. Un dels autors de l'atac va resultar ferit.[75]
- 20 de desembre de 1913: S'inicia un gran incendi al pati del port de Portsmouth, que va matar dos mariners després que es propagés de manera incontrolada per la zona industrial.[76][77][78]
- 23 de desembre de 1913: Diversos treballadors postals són cremats després que les lletres bombes provoquin la inflamació de les bosses de correu a Nottingham.[79]

### 1914
- 7 de gener de 1914: Es llança una bomba de dinamita sobre la paret de la caserna de Harewood a Leeds, que s'utilitza per formar agents de policia. L'explosió fa ferir un home.[82]
- 4 de febrer de 1914: el castell d'Aberuchill és cremat pels sufragistes. Els criats a l'interior escapen sense ser assassinats.[24]
- Març de 1914: la casa del ministre de l'Interior Reginald McKenna és cremada per sufragistes.[21]
- 5 d'abril de 1914: una bomba esclata a l'església de St Martin-in-the-Fields a Trafalgar Square, Londres, que bufa per les finestres i dutxa els vianants amb vidres trencats. L'explosió també provoca un incendi.[28][84][74]
- 17 d'abril de 1914: el moll Britannia, Great Yarmouth, és destruït després de ser bombardejat i cremat.[81][1]
- 7 de maig de 1914: fracassa l'intent d'inundar una zona poblada després de col·locar una bomba al costat de l'embassament de Penistone, a l'Upper Windleden. Si hagués tingut èxit, l'atac hauria provocat que 138 milions de galons d'aigua s'abocessin a les poblades valls situades a sota.[46][91]
- 11 de maig de 1914: es descobreix una bomba a l'església del Tabernacle Metropolità i es difon.
- 11 de juny de 1914: una bomba esclata a l'abadia de Westminster ; danyant la cadira de coronació.[85]
- 13 de juny de 1914: es descobreix una segona bomba abans que pugui explotar a la catedral de Sant Pau.
- 11 de juliol de 1914: un guàrdia es crema greument quan una carta bomba encén un carruatge en un tren en moviment a Salwick. El guàrdia es crema greument als braços quan llença la lletra bomba encesa del tren per evitar danys addicionals.[79]